# Ajdič
Ajdič je priimek v Sloveniji, ki ga je po podatkih Statističnega urada Republike Slovenije na dan 1. januarja 2010 uporabljalo 144 oseb in je med vsemi priimki po pogostosti uporabe uvrščen na 3.107. mesto.

## Znani nosilci priimka
- Alojz Ajdič (*1939), skladatelj
- Andrej Ajdič (1937—2022), slikar, grafik, kipar
- Jože Ajdič, inž. gozdarstva (1929-2011)?
- Maja Ajdič, igralka
- Matic Ajdič, kitarist
- Peter Ajdič (1929—2012), kitarist in pisec besedil (Beneški fantje)